# Elaeognatha argyritis
Elaeognatha argyritis är en fjärilsart som beskrevs av George Francis Hampson 1905. Elaeognatha argyritis ingår i släktet Elaeognatha och familjen trågspinnare. Inga underarter finns listade i Catalogue of Life.